# Amazóniai bűzösborz
Az amazóniai bűzösborz (Conepatus semistriatus) az emlősök (Mammalia) osztályának ragadozók (Carnivora) rendjébe, ezen belül a bűzösborzfélék (Mephitidae) családjába tartozó faj.

## Előfordulása
Közép- és Dél-Amerika trópusi erdeiben, pampáin és bozótosain található meg.

## Megjelenése

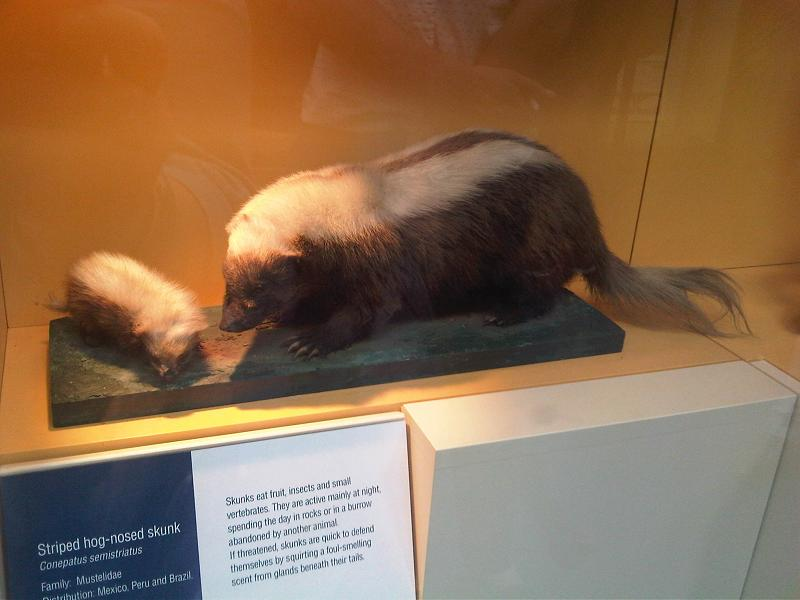
Kitömött amazóniai bűzösborz és kölyke a londoni Természettudományi Múzeumban

Testtömege 1600 gramm, hossza 57 centiméter.

## Életmódja
Magányos és éjjel aktív állatfaj. Tápláléka madarak, kisebb emlősök, hüllők, dög, rovarok és más szárazföldi ízeltlábúak, valamint magvak, csonthéjasok és gyümölcsök. A vadonban élettartama ismeretlen, a fogságban elélhet 9 évig is.

## Szaporodása
A faj párzási időszaka időpontja ismeretlen. A 42 napig tartó vemhesség végén 2-5 kölyök jön világra. A kölykök 3 hónapig szopnak. Az ivarérettség 10 hónaposan következik be.